# Ernst Friedrich Glocker
Ernst Friedrich Glocker (Stoccarda, 1º maggio 1793 – 18 luglio 1858) è stato un mineralogista, geologo e paleontologo tedesco.
Nel 1847 descrisse per la prima volta il salgemma.

## Biografia
Fece studi di filosofia, teologia e scienza naturali a Tubinga, proseguì la sua formazione a Berlino per la botanica e la mineralogia nel 1817.
Nel 1819 si trasferì a Breslavia dove nel 1824 fu nominato professore di mineralogia al Magdalenen-Gymnasium del quale divenne vice-rettore l'anno seguente.

## Pubblicazioni in tedesco
- Charakteristik der schlesisch-mineralogischen Literatur (Breslavia 1827-32, 2 Bde.);
- Über den Jurakalk von Kurowitz (Breslavia 1841);
- Bemerkungen über Terebrateln  (Breslavia 1845);
- Über einige neue fossile Tierformen aus dem Gebiet des Karpathensandsteins (Breslavia 1850);
- Beiträge zur Kenntnis der nordischen Geschiebe und ihres Vorkommens in der Oderebene um Breslau (Breslavia 1854-56)
- Geognostische Beschreibung der preußischen Oberlausitz (Görlitz 1858).

## Mineralogia
A lui si deve la descrizione di diverse specie minerali :
- Arsenopirite nel 1847
- Celestina nel 1839
- Cuprite
- Anatasio nel 1831
- Allofane
- Fosgenite nel 1847
- Halite nel 1847
- Fluorite nel 1847
- Freibergite
- Pirargirite nel 1831
- Tetraedrite
- Allofane
- Sepiolite
- Sfalerite nel 1847